# Snort
 (septembre 2016).
Si vous disposez d'ouvrages ou d'articles de référence ou si vous connaissez des sites web de qualité traitant du thème abordé ici, merci de compléter l'article en donnant les références utiles à sa vérifiabilité et en les liant à la section « Notes et références ».
Snort est un système de détection d'intrusion (IDS) et de prévention d'intrusion (IPS) gratuit et open-source créé en 1998 par Martin Roesch.
Développé à l'origine par la société Sourcefire, il est aujourd'hui maintenu par Cisco Systems à la suite du rachat de Sourcefire en 2013,.

## Présentation
Le système de détection et de prévention des intrusions (IDS/IPS) Snort a la capacité d'effectuer une analyse du trafic en temps réel et un enregistrement des paquets sur les réseaux IP. Snort effectue l'analyse des protocoles, la recherche et la mise en correspondance des contenus.
Le programme peut également être utilisé pour détecter des sondes ou des attaques, y compris, mais sans s'y limiter, les prises d'empreinte de la pile TCP/IP, les attaques d'URL sémantiques, les dépassements de tampon, les attaques sur SMB et les balayages de ports.
Snort peut également être utilisé avec d'autres projets open sources tels que SnortSnarf, ACID, sguil et BASE (qui utilise ACID) afin de fournir une représentation visuelle des données concernant les éventuelles intrusions.